# NGC 5566
NGC 5566 је спирална галаксија у сазвежђу Девица која се налази на NGC листи објеката дубоког неба.
Деклинација објекта је + 3° 55' 59" а ректасцензија 14h 20m 20,0s. Привидна величина (магнитуда) објекта NGC 5566 износи 10,7 а фотографска магнитуда 11,5. Налази се на удаљености од 26,4000 милиона парсека од Сунца. NGC 5566 је још познат и под ознакама UGC 9175, MCG 1-37-2, CGCG 47-12, ARP 286, IRAS 14178+0409, PGC 51233.